# سالومة
سالومة هي إحدى الشخصيات المذكورة في العهد الجديد، وهي غير سالومي التي طلبت قتل يوحنا المعمدان من الملك هيرودس؛ إذ تظهر سالومة واحدة من أتباع يسوع المسيح التي تبعته وقد ذكرت في كل الأناجيل، أي إنجيل متى، إنجيل مرقس، إنجيل لوقا وإنجيل يوحنا؛ وهي أيضًا بحسب هذه الأناجيل والدة اثنين من تلاميذ المسيح الاثني عشر هما يوحنا بن زبدي ويعقوب بن زبدي، وربما شقيقة: مريم العذراء والدة يسوع.

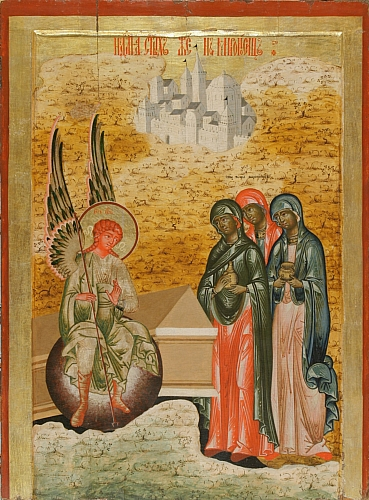
أيقونة بيزنطية تظهر حاملات المر وسالومة واحدة منهن.

## سالومة في الأناجيل القانونية
تذكر سالومة في جميع الأناجيل القانونية، فهي من النساء اللواتي حضرن عملية الصلب، وقد ذكرت في إنجيل مرقس في الاسم في حين ذكرت بشكل غير مباشر في إنجيل متى تحت مسمى مريم أم يعقوب ويوحنا، لذلك فقد درج التقليد الكنسي على دعوتها القديسة مريم سالومي وهي واحدة من المريمات اللواتي ذكرن في الإناجيل، وهي أيضًا واحدة من حاملات المر اللواتي شهدن عملية الصلب والقيامة.
ويسمي إنجيل متى اثنين من أبنائها كإخوة للمسيح، ما يؤكد الرأي التقليدي الذي يقول بأنها كانت شقيقة والدته، إذ إن كلمة أخوة في ذلك الزمان كانت تشير إلى الأقارب أيضًا وليس إلى الأشقاء فحسب.
تظهر سالومي أيضًا في إنجيل متى مرة أخرى، خلال الفصل العشرين منه، حين التمست أن يقوم يسوع المسيح بوضع ابنيها واحدًا عن يمينه والآخر عن يساره في ملكوت الله؛ أما في إنجيل يوحنا فتدعى سالومة بزوجة قلوبا، وهي وقفت تحت الصليب مباشرة مع مريم العذراء في رواية القيامة حسب إنجيل مرقس كانت سالومة واحدة من اللواتي ذهبن في الفجر لزيارة القبر عندما وجدنّ الحجر مندفعًا، فسالومة كانت من المقربين ليسوع خلال حياته.

## سالومة في الكتب الأبوكفيرية
في إنجيل توما تذكر إمرأتان فقط هما سالومة ومريم المجدلية، حيث يذكر هذا الإنجيل أن المسيح قد جلس إلى جانب سالومة خلال مأدبة أقامتها على شرفه من منزلها، وحينها سألته من أنت يا سيدي؟ فأجاب أنا أعطيت من واحد والذي هو واحد، كل ما هو للآب فهو لي.
ذُكرت سالومة أيضًا في إنجيل مرقس السري الذي استشهد به كليمان من الإسكندرية في القرن الثاني، ويذكر أن التلميذ الذي هرب عريانًا خلال إلقاء القبض على يسوع، والذي ينص التقليد أنه ليس سوى مرقس كاتب الإنجيل الثاني، هو ابن سالومة، ويصف إنجيل مرقس السري هذا التلميذ بأنه التلميذ الذي كان يسوع يحبه، ما قد يعني أنه يوحنا بن زبدي نفسه، لكن هذا الرأي قد تعرض للنقد لعدم وجود أي أثر له في إنجيل يوحنا.
كما تظهر سالومة في إنجيل المصريين، وفي كتاب قيامة المسيح المنسوب إلى برثلماوس كواحدة من النساء اللواتي ذهبن إلى القبر، كما تظهر في أناجيل الطفولة المعروف أيضًا باسم إنجيل يعقوب البار، كواحدة من اللواتي حضرن عملية إنجاب الطفل، وعندما قالت لها القابلة التي أنجبت مريم، أن مريم ظلت عذراء، رفضت سالومة الموافقة حتى تأكدت من ذلك بنفسها، وعندما تأكدت أصيبت بالذعر ومجدت الله.

## معنى اسمها
تشتق سالومة في اللغات السامية من شالوم أو سلام أو سلمى في اللغة العربية والتي تعني السلام.

## قداستها
اعترفت جميع الكنائس المسيحية الأولى بقداستها وخصص لها الأرثوذكسية الشرقية الأحد الثالث من زمن الفصح لاستذكارها في حين تحتفل الكنيسة الكاثوليكية في عيدها في 24 أبريل من كل عام.

## معرض صور

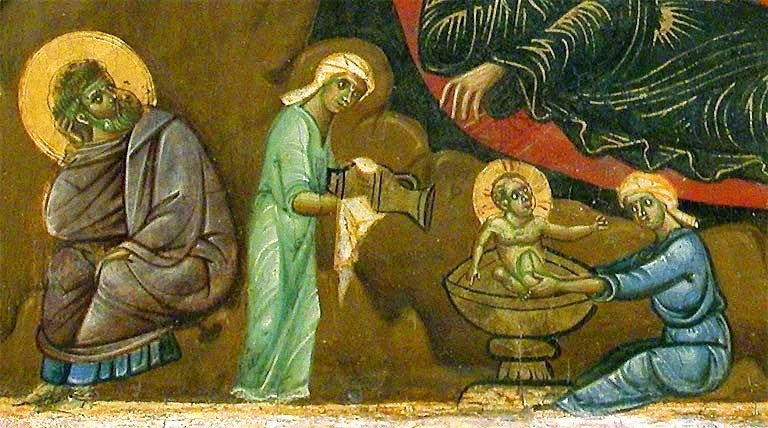
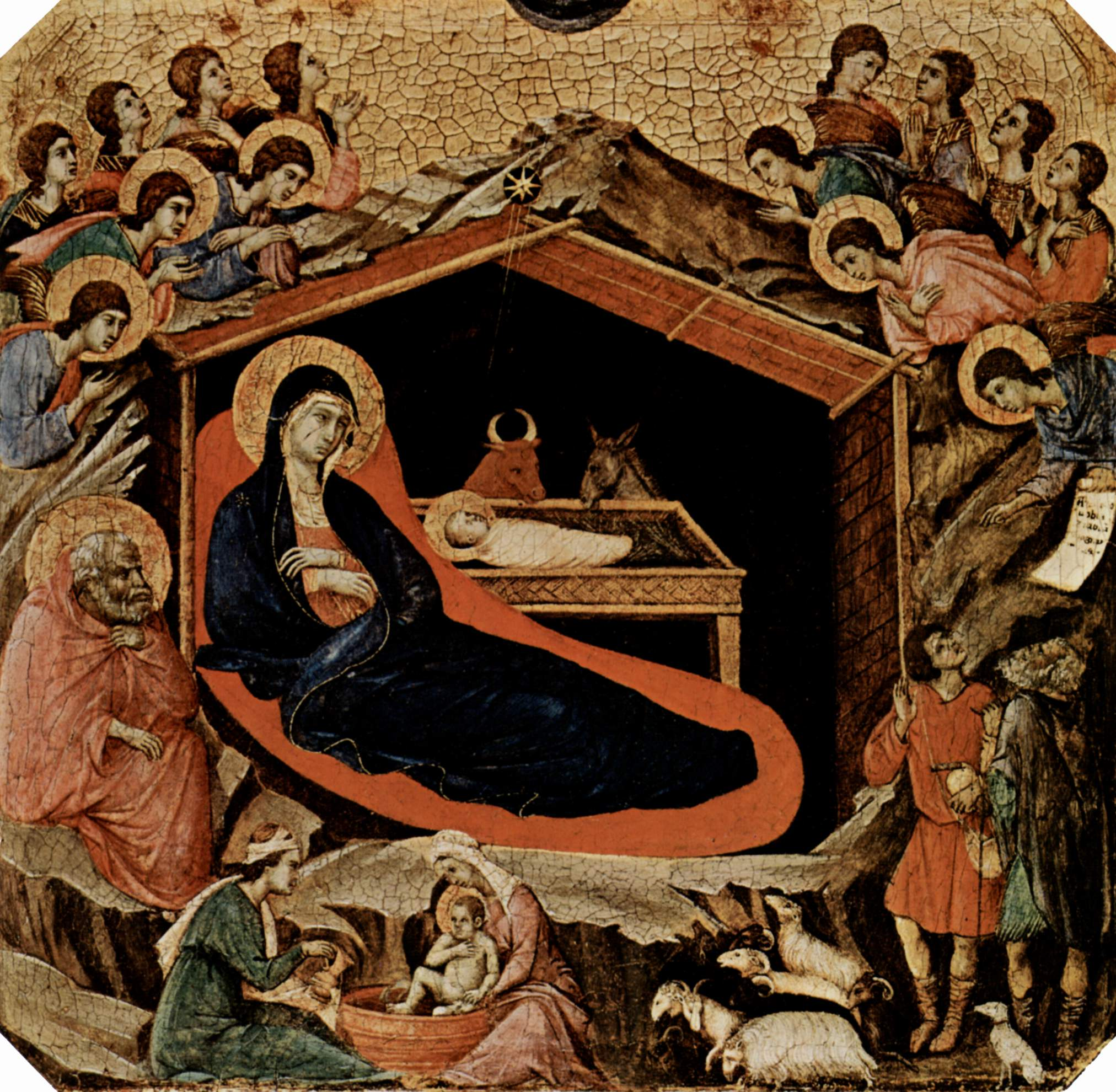
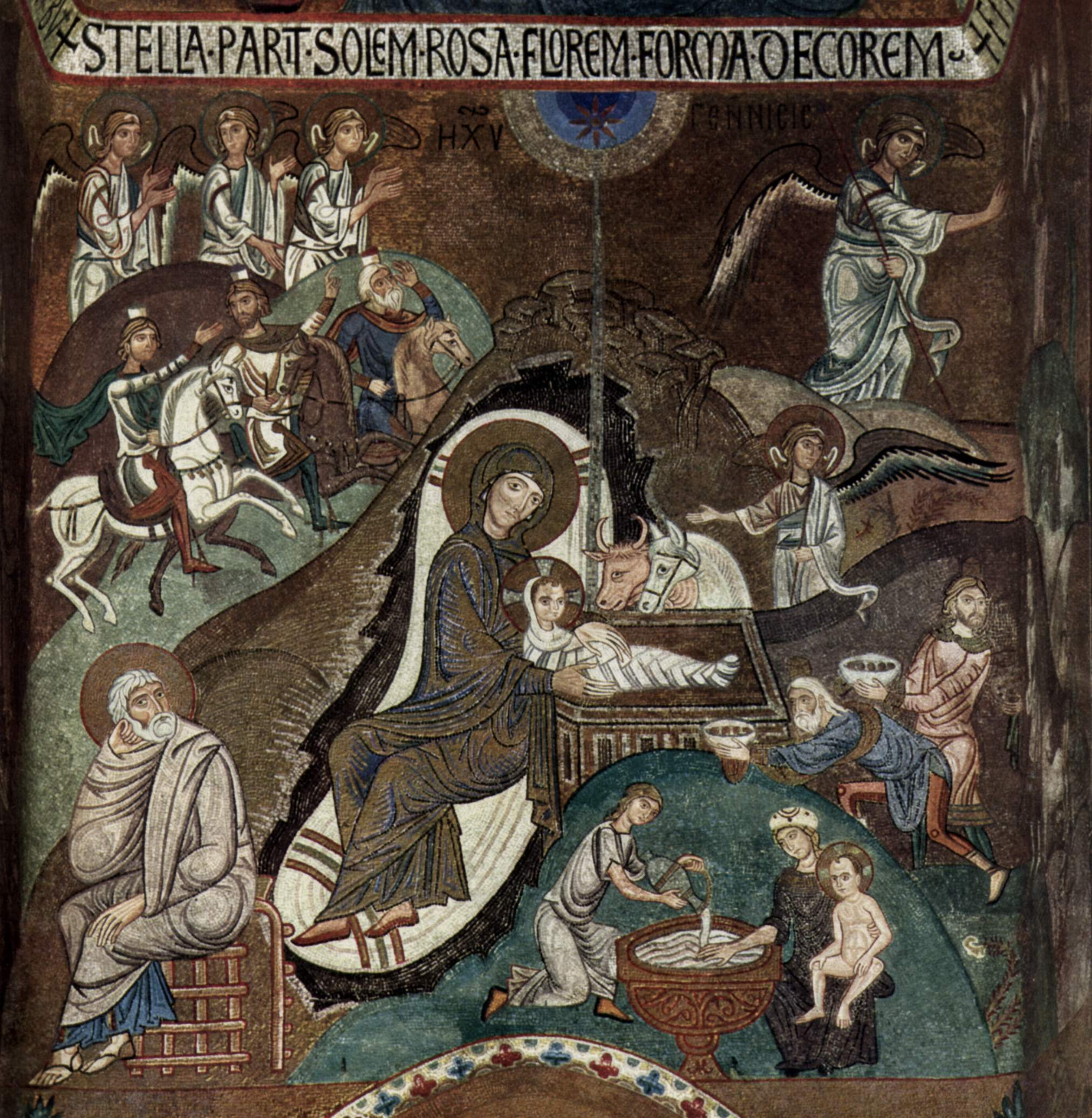
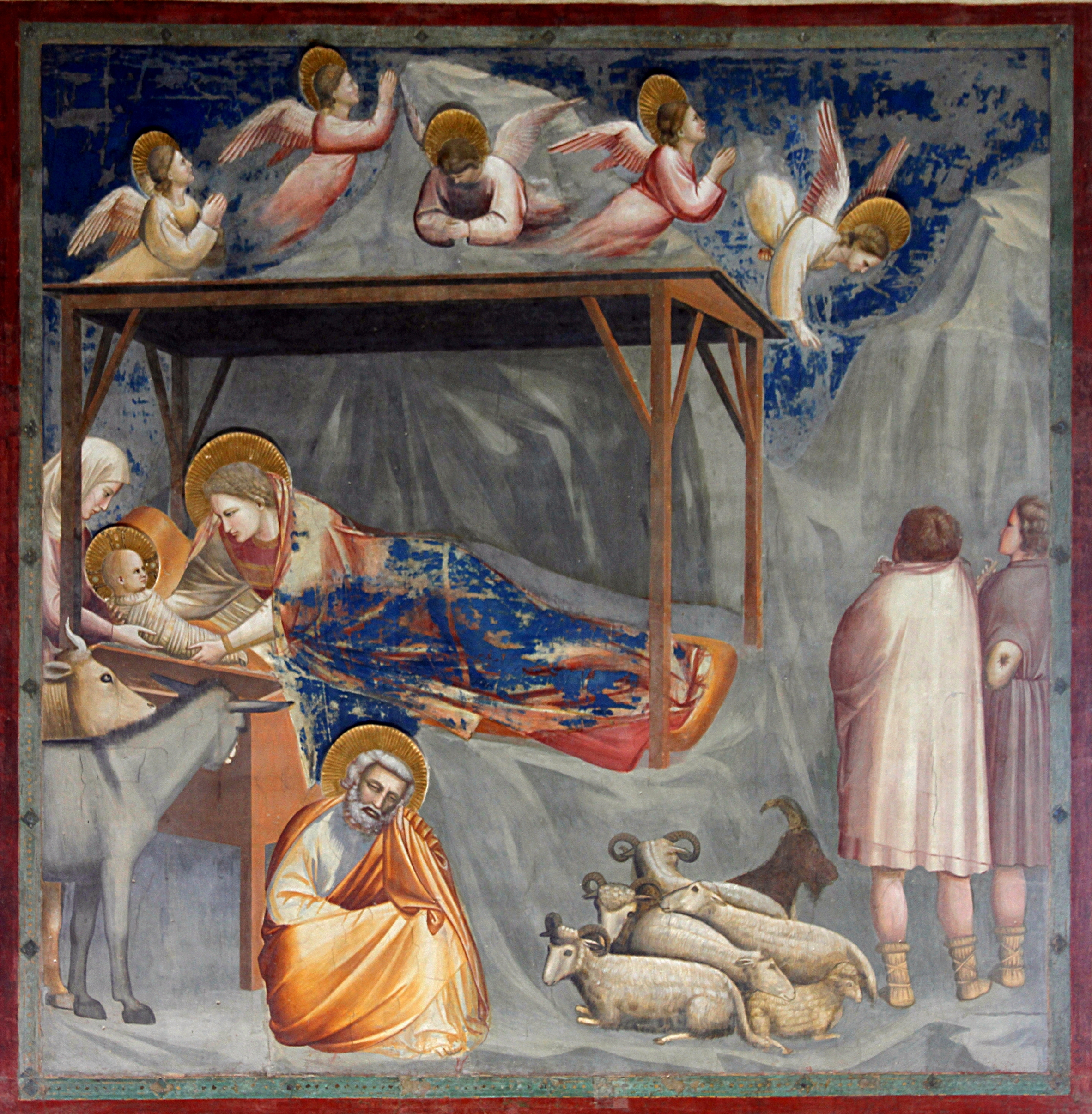